# Dobrovolný svazek obcí mikroregion Podlesí
Dobrovolný svazek obcí mikroregion Podlesí je dobrovolný svazek dle zákona č. 128/2000 Sb. o obcích v okresu Přerov, jeho sídlem je Milenov a jeho cílem je spolupráce při třídění a nakládání s odpadem, spolupráci při kulturních, společenských a sportovních akcích. Sdružuje celkem 4 obce a byl založen v roce 2001.

## Obce sdružené v mikroregionu
- Milenov
- Radíkov
- Hrabůvka
- Klokočí